# Panjaa
Panjaa è un film del 2011 diretto da Vishnuvardhan.

## Colonna sonora
1. Yuvan Shankar Raja – Panjaa – 3:34
2. Haricharan & Shweta Pandit – Ela Ela – 5:05
3. Saloni – Veyra Chey Veyra – 4:29
4. Shweta Pandit – Kshanam Kshanam – 1:45
5. Belly Raj & Priya Himesh – Anukoneledhugaa Kalakaanekaadhugaa – 4:27
6. Hemachandra, Sathyan, Pawan Kalyan & Brahmanandam – Paparayudu – 5:15
7. Yuvan Shankar Raja, Blaaze – Panjaa (Remix) – 3:08